# Ignazio Fiorillo

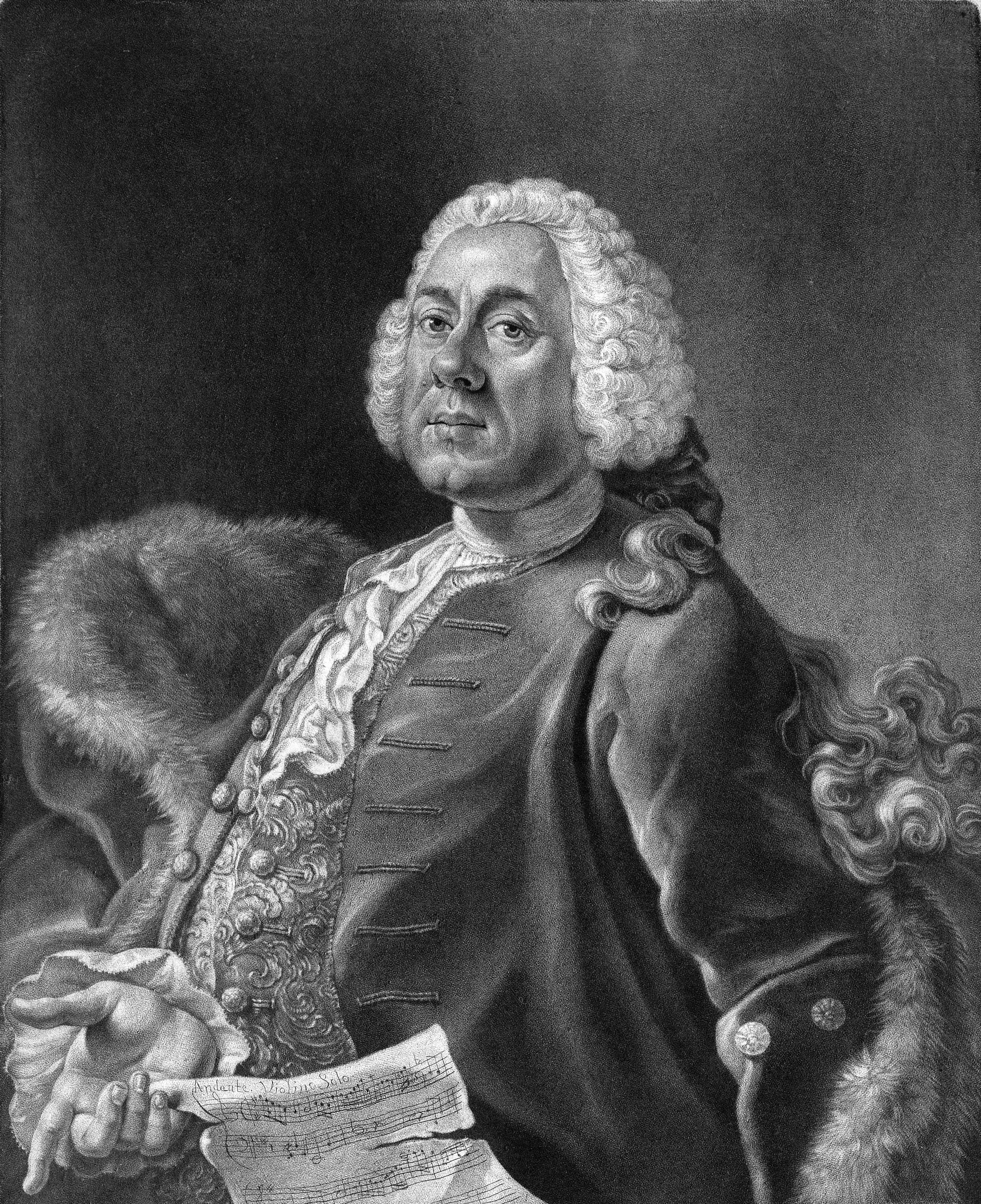
Ignazio Fiorillo.

Ignazio Fiorillo (* 11. Mai 1715 in  Neapel; † (6.–12.) Juni 1787 in Kassel) war ein italienischer Opernkomponist, Vertreter der sogenannten Neapolitanischen Schule, sowie Hofkapellmeister in Braunschweig und Kassel.

## Leben
Ignazio Fiorillo erhielt seine Ausbildung an einem der vier Konservatorien Neapels. Nach Aussage der Musikbiografen Ernst Ludwig Gerber (1812) und François-Joseph Fétis (1862) war er Schüler von Leonardo Leo und Francesco Durante, worüber allerdings bisher Belege fehlen. Mit L'Egeste wurde 1733 in Triest seine erste Oper uraufgeführt, 1736 folgte in Venedig das Dramma per musica Mandane. Bis 1745 folgten sechs weitere Erstaufführungen in Mailand, Venedig und Padua. Ab 1747 reiste er mit der Ballett- und Pantomimen-Truppe des Filippo Nicolini durch Europa, mit Stationen in Prag, Leipzig, Dresden, Hamburg und 1749 in Braunschweig. Im folgenden Jahr wurde Fiorillo in Braunschweig als Hofkapellmeister angestellt. 1753 wurde dort sein dritter Sohn Federigo Fiorillo geboren. Ignazio Fiorillo verließ jedoch 1762 Braunschweig und wurde am Hofe von Landgraf Friedrich II. in Kassel erneut Hofkapellmeister. In Kassel war Fiorillo für die Hofoper und für die katholische Hofkirchenmusik zuständig. Nach Auflösung des Opernorchesters und der Kirchenmusik lebte der Komponist zurückgezogen von 1780 bis zu seinem Tod im Juni 1787 in Fritzlar.
David August von Apell zufolge zeichnet seine Musik in guten Momenten eine Melodik von dramatischer Ausdruckskraft aus, doch sei er im Allgemeinen recht oberflächlich.
Ignazio Fiorillo war verheiratet mit Petronilla Cosimi. Der Kunsthistoriker Johann Dominik Fiorillo (1748–1821) und der Komponist und Musiker Federigo Fiorillo (1753–1823) waren ihre Söhne.

## Werke

### Opern
- L’Egeste (Carlo Pagani Cesa), melodramma per musica (1733 Triest)
- Mandane (Bartolomeo Vitturi), dramma per musica (1736 Venedig)
- Partenope nell’Adria (Nicolò Bastiano Biancardi genannt Domenico Lalli), Serenata (1738 Venedig)
- L’Artimene (Claudio Nicola Conte Stampa), dramma per musica (1739 Mailand)
- Il vincitor di se stesso (Conte Antonio Zaniboni), dramma per musica (1741 Venedig)
- Vologeso (Apostolo Zeno), dramma per musica (1742 Padua)
- L’Angelica (Pietro Metastasio), dramma pastorale (1744 Padua; 1751 Wolfenbüttel, als Serenata)
- L’olimpiade (Pietro Metastasio), dramma per musica (1745 Venedig; 1749 und 1750 Braunschweig)
- Astiage rè de’ Medi (Matteo Noris, nach Apollonio Apolloni), dramma per musica (1749 Braunschweig)
- Adriano in Siria (Pietro Metastasio), dramma per musica (1750 Braunschweig)
- Demofoonte (Pietro Metastasio), dramma per musica (1750 und 1751 Braunschweig)
- La Didone abbandonata (Pietro Metastasio), dramma per musica (1751 Braunschweig)
- Siface (Pietro Metastasio), dramma per musica (1752 Braunschweig)
- Alessandro nell’Indie (Pietro Metastasio), dramma per musica (1752 Braunschweig)
- Il Ciro riconosciuto (Pietro Metastasio), dramma per musica (1753 Braunschweig); wahrscheinlich Bearbeitung von Astiage, ré di Medi
- Demetrio (Pietro Metastasio), dramma per musica (1753 Braunschweig)
- Endimione (Pietro Metastasio), Serenata (1754 Braunschweig)
- Farnace (Antonio Maria Lucchini), dramma per musica (1754 Braunschweig)[4]
- Lucio Vero (Apostolo Zeno), dramma per musica (1756 Braunschweig); Bearbeitung von Vologeso
- Nitteti (Pietro Metastasio), dramma per musica (1758 Braunschweig)
- L’Ifigenia (Librettist unbekannt); dramma per musica (1759 Braunschweig); Pasticcio mit Musik von Fiorillo, Baldassare Galuppi und ungenannten Komponisten
- Ipermestra (Pietro Metastasio), dramma per musica (1759 Braunschweig)
- Il Creso (Giuseppe Gioacchino Pizzi), dramma per musica (1760 Braunschweig); Pasticcio mit Musik von Fiorillo, Domenico Fischietti, Davide Perez und Gian Francesco de Majo
- Diana ed Endimione (Pietro Metastasio), Pastorale; Bearbeitung von Endimione
- Artaserse (Pietro Metastasio), dramma per musica (1765 Kassel)
- Andromeda (Vittorio Amedeo Cigna-Santi), dramma per musica (1770 und 1771 Kassel)

### Intermezzi
- L’amante ingannatore (Librettist unbekannt), intermezzo (1747 Prag, 1748 Leipzig, um 1750 Braunschweig)
- Li Birbi (Antonio Zanetti), intermezzo (1748 Prag, Leipzig und Hamburg, 1749 Braunschweig)
- Il finto pazzo (Librettist unbekannt), intermezzo (1748 Prag und Leipzig)
- Con la burla da dovero (Librettist unbekannt), intermezzo (1748 Prag? Hamburg?)
- Il vecchio pazzo in amore (Librettist unbekannt), intermezzo (1748 Hamburg)
- Monsieur di Porsugnacco (Librettist unbekannt), intermezzo (1749 oder später Braunschweig)

### Oratorien
- Isacco figura del redentore (Pietro Metastasio)